# Aşağıdüğer, Dörtdivan
Aşağıdüğer là một xã thuộc huyện Dörtdivan, tỉnh Bolu, Thổ Nhĩ Kỳ. Dân số thời điểm năm 2010 là 198 người.